# Кубано-Приазовска низина
Куба̀но-Приазо̀вската низина (Прикубанска низина) (на руски: Кубано-Приазовская низменность, Прикубанская низменность) е обширна низина в южната част на Източноевропейската равнина, част от Кубанската низина, простираща се на територията на Краснодарски край, Ставрополски край и Ростовска област в Русия. Разположена е между долното течение на река Кубан на юг, Азовско море на запад, долните течения на река Дон и левият ѝ приток Западен Манич на север и Ставрополското възвишение на изток. Височина от 0 до 100 – 150 m. Изградена е от седиментни наслаги с мезокайнозойска възраст, препокрити с льосови пясъци и глини. В северозападната ѝ част има находища на природен газ. Климатът е умереноконтинентален. Годишна сума на валежите 400 – 600 mm. Освен споменатите по-горе реки, които протичат по периферията ѝ тя се отводнява и от реките Егорлик (ляв приток на Западен Манич), Ея, Челбас, Бейсуг, Кирпили и др., вливащи се в Азовско море. Основният ландшафт е степния, развит върху карбонатни предкавказки черноземни почви, които в голям процент са разорани и низината е важен зърнопроизводителен район на Русия.

## Национален атлас на Русия
- Южната част на Европейска Русия[2]